# Sockenschuss
Der Sockenschuss ist ein Begriff aus dem Wäschereiwesen; er dient dazu, einzelne Socken nach dem Waschvorgang nicht zeitaufwändig sortieren zu müssen. Zu diesem Zweck werden Sockenpaare manuell vor der Wäsche an der Fußspitze mittels Nadel und einem andersfarbigen Faden mit einem Stich locker zusammengenäht, so dass nach dem Waschvorgang eine schnelle Trennung durch Auseinanderreißen des Fadens ohne Hilfsmittel möglich ist.

## Gerätebezeichnung
Der Begriff bezeichnet zugleich umgangssprachlich eine Etikettierpistole als Gerät zum Zusammenheften von Socken im Sinne des Einleitungstextes. Allerdings wird dabei kein Garn verwendet, sondern ein dünner Kunststofffaden, der nach dem Waschgang nicht durchgerissen werden kann, sondern aufgeschnitten werden muss, da er mittels Heißklebe- oder Steckverfahren verbunden wird.
Der Vorteil bei der Verwendung einer Etikettierpistole ist die Schnelligkeit beim Heften, weil ein geheftetes Sockenpaar auch ungetrennt dem Kunden übergeben werden kann, der dann den Aufwand der Trennung selbst zu leisten hat. Diese Geräte finden keine Anwendung in Privathaushalten, sondern nur bei Großwäschereien.

## Redensart
Als Redensart („einen Sockenschuss haben“) bezeichnet der Begriff eine Person, die man für verrückt hält:

„Der Kerl hat doch einen Sockenschuss, wenn er glaubt, dass ich mir das gefallen lasse!“

## Abbildungen

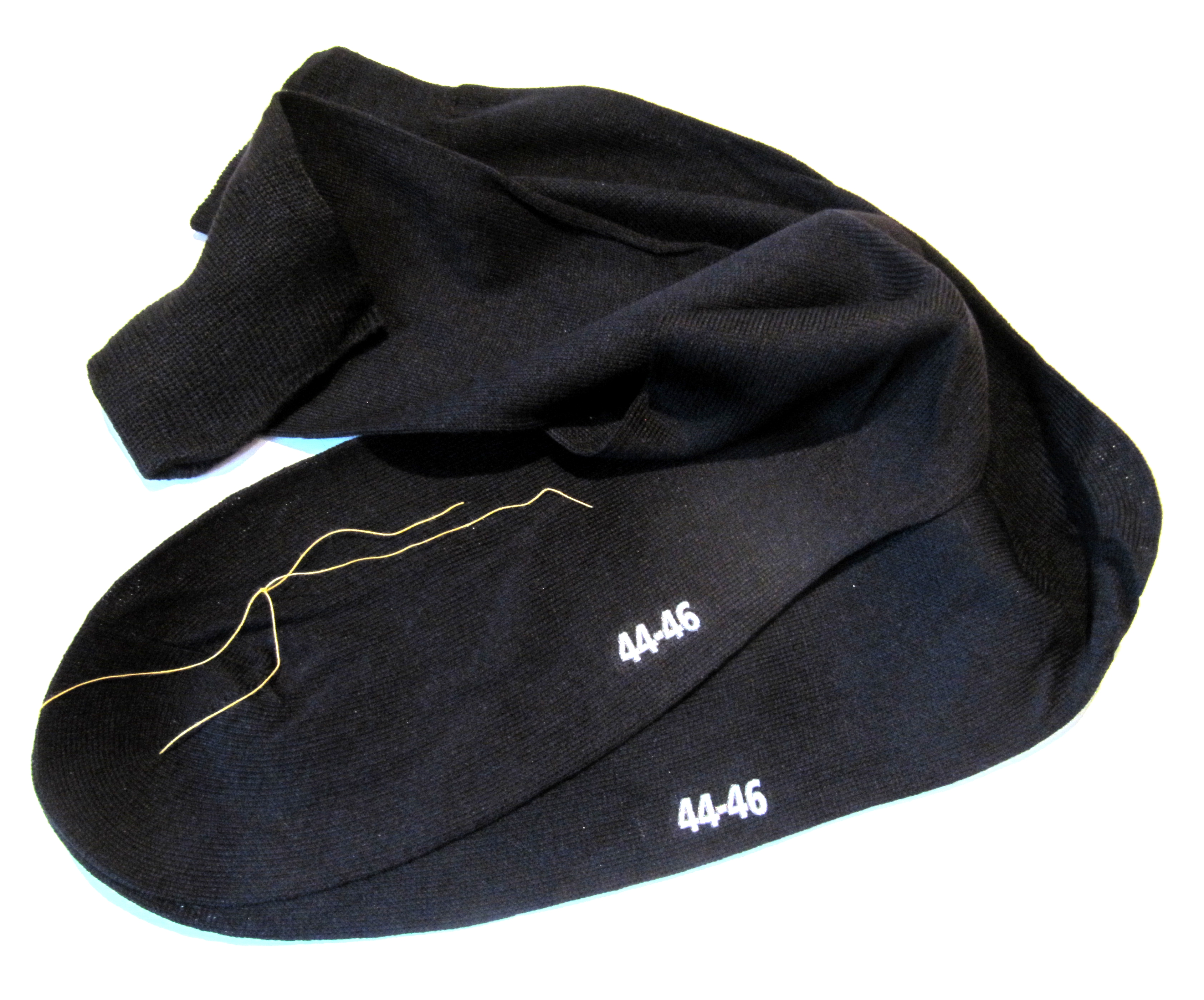
Zwei schwarze Socken, die mit einem gelben Faden geheftet wurden
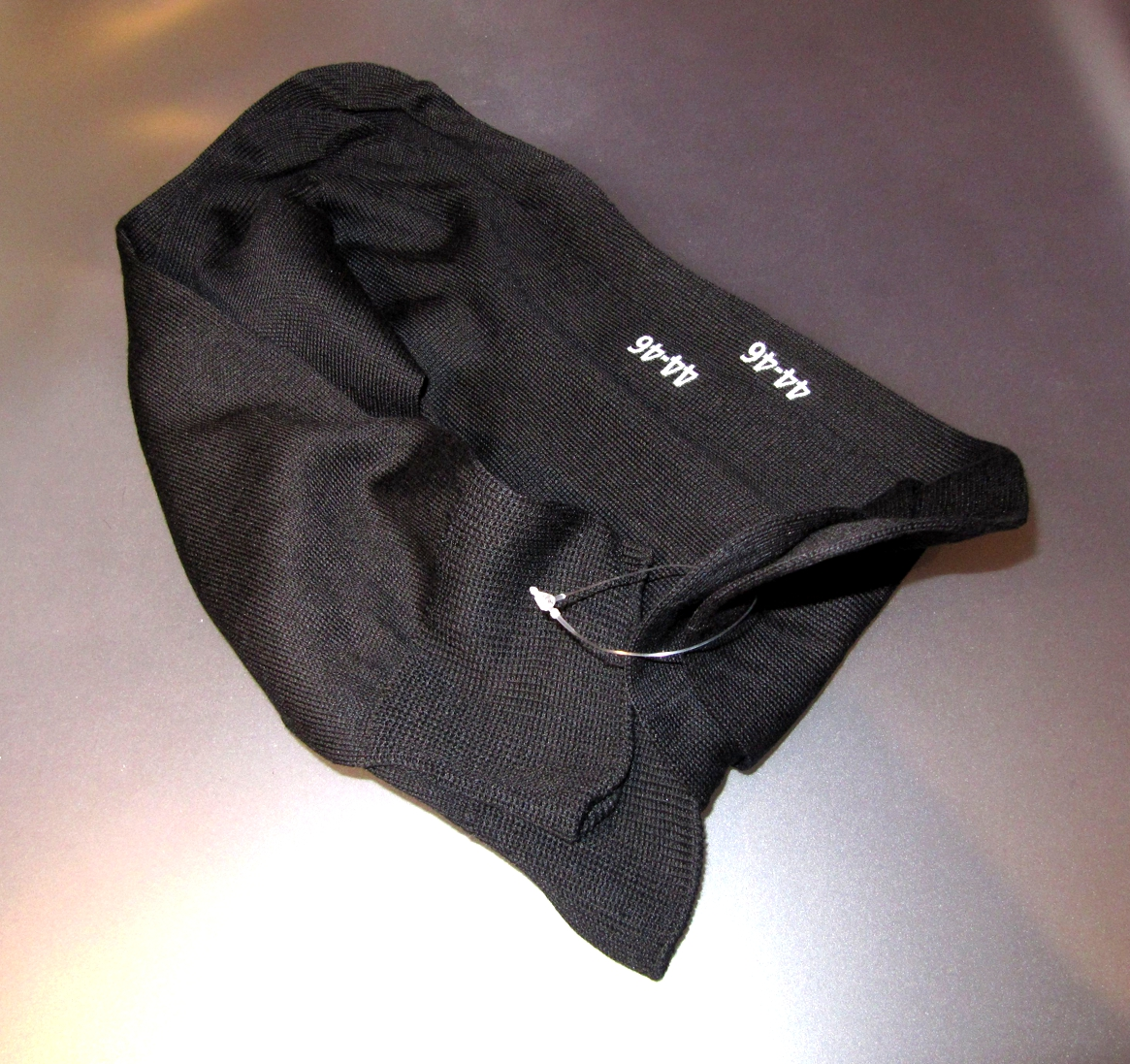
Sockenschuss zweier Socken mithilfe einer Kunststofffadenheftung
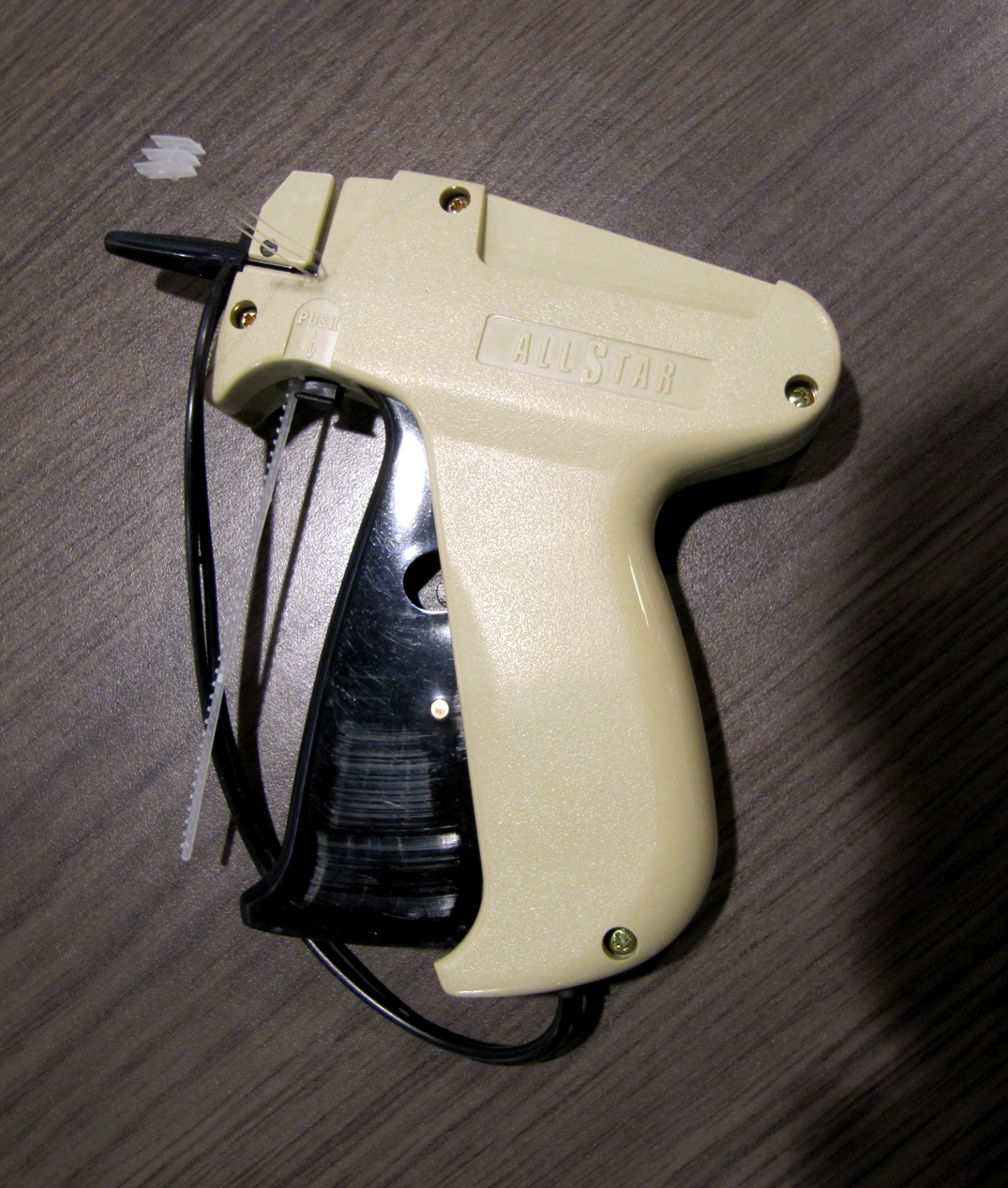
Etikettierpistole Marke „Allstar“ (Standardmodell)